# Peter Kienast
Peter Kienast (Ellbögen, 30 de marzo de 1949-12 de diciembre de 1991) fue un deportista austríaco que compitió en bobsleigh en la modalidad cuádruple.
Ganó una medalla de plata en el Campeonato Mundial de Bobsleigh de 1986 y tres medallas en el Campeonato Europeo de Bobsleigh entre los años 1986 y 1990.
Participó en dos Juegos Olímpicos de Invierno, en los años 1984 y 1988, ocupando el sexto lugar en Calgary 1988, en la prueba cuádruple.

## Palmarés internacional
| Campeonato Mundial | Campeonato Mundial | Campeonato Mundial | Campeonato Mundial |
| Año                | Lugar              | Medalla            | Prueba             |
| ------------------ | ------------------ | ------------------ | ------------------ |
| 1986               | Königssee (RFA)    | Medalla de plata   | Cuádruple          |
| Campeonato Europeo |                    |                    |                    |
| Año                | Lugar              | Medalla            | Prueba             |
| 1986               | Igls (Austria)     | Medalla de bronce  | Cuádruple          |
| 1989               | Winterberg (RFA)   | Medalla de bronce  | Cuádruple          |
| 1990               | Igls (Austria)     | Medalla de oro     | Cuádruple          |